# Sketchpad
El Sketchpad fue el primer programa informático que permitió la manipulación directa de objetos gráficos, pionero en la interacción persona-ordenador y predecesor de los programas de diseño asistido por ordenador. Fue una de las primeras aplicaciones informáticas que defendieron el concepto de utilizar el ordenador como extensión de la mente humana, no solo como herramienta técnica, sino también artística.  
La idea original del programa fue de su creador, Ivan Sutherland, que lo diseñó en 1963 como parte de su tesis doctoral, por la cual recibió el Premio Turing de la Association for Computing Machinery el año 1988, y el Kyoto Prize en 2012.

## Historia

Ivan Sutherland y el Sketchpad (1963).

Lápiz óptico del Sketchpad.

La primera experiencia de Sutherland con un ordenador fue con el famoso Simon de Edmund Berkeley, una máquina basada en un motor mecánico únicamente capacitado para sumar. Durante su época en el instituto, diseñó el programa más largo que nadie escribiría nunca para este sistema: 8 páginas de código de algoritmos que permitían al Simon, además de sumar, la capacidad de dividir.
Durante su período como estudiante del Massachusetts Institute of Technology, Sutherland tuvo acceso a la TX-2, una de las primeras computadoras que dispuso de algo parecido a la interfaz visual. La TX-2, diseñada en 1956, era un ordenador muy avanzado a su tiempo: tenía 320kb de memoria principal, un dispositivo de almacenamiento en cinta magnética de 8Mb, un monitor 1024x1024 de 7 pulgadas, un lápiz óptico y una caja de botones. Igual que la mayoría de ordenadores del momento, los programas eran escritos en macro ensambladores, grabados en unas cintas perforadas y alimentados en el lector principal del ordenador. La TX-2 ocupaba casi 93 metros cuadrados y, solo la memoria principal, aproximadamente 0,76 metros cuadrados. Estos aspectos conformaban la interfaz sobre la cual Ivan Sutherland basó su programa.
El desarrollo del Sketchpad formaba parte de su tesis doctoral en el MIT, Sketchpad: A Man-Machine Graphical Communications System (1963). Diseñó un sistema que permitía a los usuarios dibujar puntos, segmentos de líneas y arcos circulares, cruzar las líneas en un ángulo concreto y duplicar dibujos conservando una relación con el original (si este era modificado, los duplicados cambiaban automáticamente). El lápiz óptico era utilizado para dibujar directamente en el monitor del ordenador, e incorporaba técnicas gráficas de interfaz de usuario como la capacidad de borrar líneas y el zoom. El Sketchpad demostró que los ordenadores podían automatizar tareas repetitivas de diseño y borrador con una fiabilidad y precisión imposible de conseguir con métodos manuales.
Una de las principales novedades del Sketchpad era la comunicación visual entre usuario y ordenador. Como el propio Sutherland dijo:

[...] En el pasado, hemos estado escribiendo cartas más que dialogando con nuestros ordenadores. El sistema del Sketchpad, por medio de la eliminación de las declaraciones escritas a favor del dibujo de líneas, abre las puertas a una nueva era de interacción persona-ordenador.
Ivan Sutherland  Sketchpad: A man-machine graphical communication system

Desafortunadamente, el sistema estuvo en funcionamiento durante un período muy breve, ya que en seguida que Sutherland hubo finalizado su tesis, el hardware fue restaurado y devuelto a su estado original.

## Funcionamiento
El Sketchpad funcionaba en el ordenador Lincoln TX-2, una máquina innovadora, diseñada en 1956, la cual tenía una gran cantidad de memoria para su época: un núcleo impulsado por el tubo de vacío de 64K, un núcleo transistor más rápido de 4K, un lector de cinta perforada y otro de cinta magnética utilizado como almacenamiento auxiliar. El TX-2 tenía un CRT de 9 pulgadas y un lápiz óptico, que inspiró inicialmente a Sutherland. Tenía la idea de que el usuario debía ser capaz de dibujar en el ordenador, objetivo que cumplió con el Sketchpad. El programa también introdujo innovaciones importantes, como las estructuras de memoria para almacenar objetos y la capacidad de acercarse y alejarse (zoom).
El sistema del Sketchpad estaba formado por programas de entrada, de salida y de cálculo que lo capacitaban para interpretar la información obtenida directamente en una pantalla de ordenador. Se utilizó para dibujar planos eléctricos, mecánicos, científicos, matemáticos y animados. El Sketchpad supuso una ayuda para la comprensión de procesos, como la noción de vínculos, que se podía describir con imágenes.
Si el usuario del Sketchpad movía un vértice de un polígono, los dos lados adyacentes se movían, y si movía un símbolo, todas las líneas conectadas a este símbolo se movían automáticamente y permanecían unidas a él.

## Influencias
Una de las principales influencias de Ivan Sutherland en la ideación del Sketchpad fue el concepto del Memex que Vannevar Bush había definido en su influyente artículo As We May Think. Así mismo, el Sketchpad sirvió de inspiración para el diseño y desarrollo del oN-Line System (NSL) del Augmentation Research Centre (ARC) en el Standford Research Institute (SRI), dirigido por Douglas Engelbart durante la década de los 60.
Sutherland fue profesor de científicos tan reconocidos como Alan Kay, Henri Gouraud y Frank Crow. Más tarde fundó la compañía  Evans and Sutherland juntamente con su amigo David Evans, y trabajaron en proyectos pioneros en el campo de los gráficos de ordenador en 3D, lenguajes de impresión y hardware a tiempo real. Algunos extrabajadores de la compañía fueron: uno de los futuros fundadores de Adobe, John Warnock, y de Silicon Graphics, Jim Clark.